# Pinch-analyse
Pinch-analyse is een methodiek voor het minimaliseren van het energieverbruik van chemische processen door het berekenen van thermodynamisch haalbare energiedoelstellingen (of minimaal energieverbruik) en het realiseren hiervan door het optimaliseren van warmteterugwinsystemen, energietoevoervoorzieningen en procesbedrijfsomstandigheden. Het is ook bekend als procesintegratie, warmte-integratie, energie-integratie of Pinch-technologie.

## Geschiedenis
De Pinch-techniek werd in het najaar van 1978 ontwikkeld door PhD-student Bodo Linnhoff van Imperial Chemical Industries (ICI) onder supervisie van professor John Flower van de Universiteit van Leeds. Hierop werd hij uitgenodigd door UMIST (University of Manchester Institute of Technology) om de Pinch-techniek verder te ontwikkelen. Linnhoff zette zijn werk voort onder de bedrijfsnaam Linnhoff March International Ltd dat later overgenomen werd door KBC Energy Services plc.
Er zijn veel variaties ontwikkeld die gebruikt worden in een scala aan industrieën en markten. Zowel gedetailleerde als vereenvoudigde (spreadsheet) programma's zijn nu beschikbaar om de energiedoelstellingen te berekenen. 
In de afgelopen jaren heeft de Pinch-analyse zich uitgebreid naar andere sectoren:
- Mass exchange networks (El-Halwagi and Manousiouthakis, 1989)
- Water Pinch (Wang and Smith, 1994; Hallale, 2002; Prakash and Shenoy, 2005)
- Waterstof pinch (Hallale et al., 2003; Agrawal and Shenoy, 2006)